# Colpo di stato in Gambia del 2014
Il colpo di stato in Gambia del 2014 fu un tentativo fallito di rovesciare il governo dittatoriale di Yahya Jammeh avvenuto Banjul, la capitale del Gambia, il 30 dicembre 2014.

## Antefatti
Al momento del colpo di Stato, il presidente Yahya Jammeh era uscito dal paese, forse in viaggio per la Francia, o a Dubai, negli Emirati Arabi Uniti. Jammeh era salito al potere vent'anni prima con un altro colpo di stato, e lui stesso aveva subito vari tentativi colpi di Stato, dietro ai quali, stando alle sue accuse, vi era lo zampino del Regno Unito e degli Stati Uniti. In precedenza, nel novembre del 2014, Jammeh aveva condannato l'Unione europea per la sua risposta alla discriminazione anti-LGBT sotto il suo governo. Il mese seguente, le medesime misure portarono gli Stati Uniti a rompere i suoi legami commerciali col Gambia.
Nel 2013, il presidente Jammeh aveva rimosso il comandante della sua Guardia Presidenziale, il Colonnello Luogotenente Lamin Sanneh, dal suo posto di comando. Quest'ultimo si diresse a Washington, dove incontrò Njaga Jagne, un compatriota rifugiato ed ex-ufficiale della Kentucky National Guard. Ben presto, Sanneh, Jagne e alcuni colleghi pianificarono un complotto per rovesciare Jammeh.
Jagne convinse Cherno Nije, un imprenditore texano anche lui del Gambia, a dare fondi al progetto, e reclutò anche Papa Faal e Alhagie Boye, anche loro gambiani, e veterani dell'esercito statunitense, oltre ad altri gambiani che vivevano in Europa. Banka Manneh, altro rifugiato gambiano e amico di Sanneh, proclamò che avrebbe riunito almeno 160 soldati nel Gambia stesso come assistenti del colpo di Stato.

## Il colpo di Stato
Il 30 dicembre 2014, i fucilieri reclutati dai complottisti attaccarono la Casa Governativa del Gambia, la residenza ufficiale del presidente. I media locali li identificarono subito come provenienti dal confinante Senegal sotto il comando del Lt Col. Lamin Sanneh. I soldati bombardarono le forze di governo, le quali bloccarono molti punti d'entrata della città, causando così un blackout completo di televisione e radio dello Stato.
La battaglia durò per tutto il giorno, durante il quale varie strutture d'affari, come le banche, rimasero chiuse mentre le radio statali continuavano a trasmettere musica tradizionale senza alcuna menzione degli eventi nella notte. Vi furono quattro vittime, tra cui Sanneh e Njaga Jagne, e numerosi feriti.
Il colpo di Stato fallì, anche perché i soldati ribelli non riuscirono a consolidare il controllo. Jammeh ritornò nella sede il giorno seguente, e il 10 gennaio rimescolò il suo consiglio dei ministri.

## Conseguenze
Fallito il colpo di stato, Papa Faal, uno dei cospiratori, entrò nell'ambasciata statunitense di Dakar, in Senegal, in cerca di protezione, ma fu invece interrogato. Il 1º gennaio 2015, il Federal Bureau of Investigation condusse perquisizioni in varie abitazioni in Georgia, Kentucky, Minnesota e Texas come parte delle indagini. Lo stesso fine settimana, l'FBI fece irruzione anche negli uffici di un'impresa di sviluppo texana, il cui possessore, Cherno Nije, fu arrestato all'Aeroporto Internazionale di Washington-Dulles e condannato per violazione all'atto di neutralità del 1794. Durante l'incursione della casa di Nije in Texas, la FBI trovò un manifesto intitolato "Gambia Reborn: A Charter for Transition from Dictatorship to Democracy and Development" e un documento che testimonia che Nije, che era un milionario, aveva finanziato il colpo di Stato con 221000 $. Posto sotto accusa, Faal fu poi giudicato colpevole. Tra gli imputati si aggiunsero anche Alagie Barrow, del Tennessee, e Banka Manneh, della Georgia, anche loro in seguito giudicati colpevoli.
Il The Washington Post rivelò in seguito che la FBI aveva interrogato Sanneh nella sua casa nel Maryland e pertanto ebbe una soffiata su alcuni ufficiali senegalesi e sul colpo di Stato attraverso il Dipartimento di Stato.
Il 2 aprile 2017, si venne a sapere che i cadaveri di tre cospiratori, ovvero Lamin Sanneh, Alagie Nyass e Njaga Jagne, furono scoperti dalla polizia gambiana, dopo la caduta del regime di Jammeh.